# هكسانون-2
هيكسانون-2 (كيتون ميثيل بوتيل، اختصارًا MBK) هو كيتون يستخدم كمذيب عام وفي الدهانات. يذيب نترات السليلوز وبوليمرات الفينيل والبوليمرات المشتركة والراتنجات الطبيعية والاصطناعية. يوصى به كمذيب لأنه غير نشط ضوئيًا؛ ومع ذلك، فإن له قيمة حد عتبة آمنة منخفضة جدًا. يمتص هذا الكيتون من خلال الرئتين، عن طريق الفم والجلد ومستقلبلاتهما. أظهرت الاختبارات على الحيوانات أن التأثير السمي العصبي للهيكسانون-1 يمكن تعزيزه عن طريق الإعطاء المتزامن للبوتانون.